# Carmen Amaya
Carmen Amaya (2. listopadu 1918, Barcelona - 19. listopadu 1963, Begur) byla španělská tanečnice flamenca romského původu.

## Život

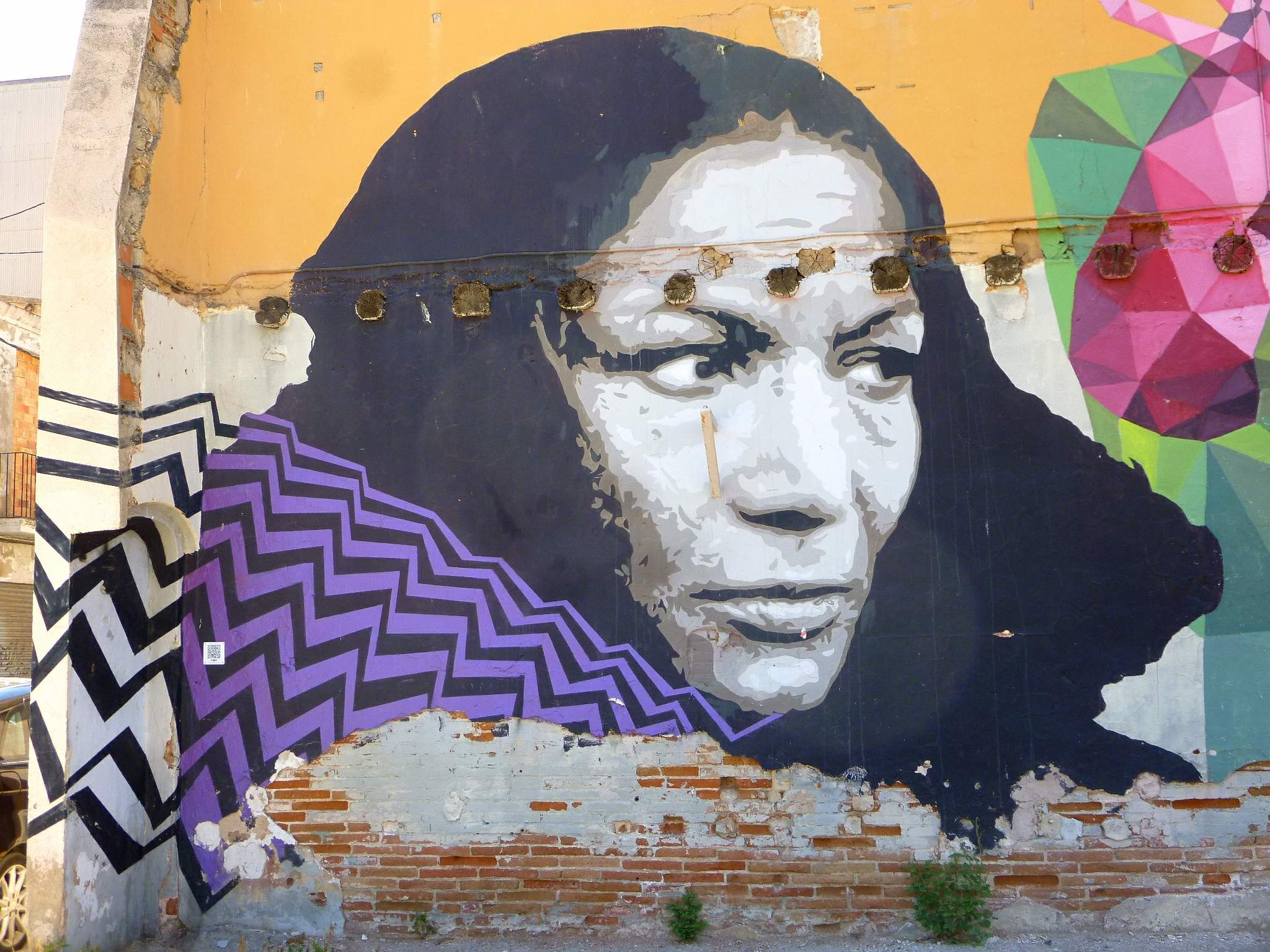
Portrét v Barceloně

O datu narození panují pochybnosti. Uváděná data se pohybují mezi lety 1913-1919. Novější biografie uvádějí dnes povětšinou datum 2. listopad 1918. Narodila se na předměstí Barcelony. Některé zdroje uvádějí, že prožila dětství v odstaveném železničním vagónu, jiné hovoří o dřevěné chatrči u pláže v námořní čtvrti Somorrostro. Její rodiče byli hudebně zaměření, matka byla tanečnice, otec kytarista. Nejvíce ji ale ovlivnila teta, tanečnice vystupující pod jménem Juana la Faraona. Ta ji zasvětila do flamenka. Do školy chodila pouhé dva týdny, poté ji vyhodili pro nezvladatelnost. Již od pěti let si však vydělávala tancem.
V sedmi prvně tančila v Teatro Español. V roce 1929 tančila na výstavě nazvané Exposición Internacional. Tam ji objevil agent, který ji nabídl angažmá v pařížském divadle Palace, a to ve trojici s tetou La Faraonou a sestrou Maríou. V divadle tančila rok, poté se vrátila do Barcelony. V roce 1935 zamířila do Madridu, tančila zde v divadlech La Zarzuela a Fontalva. Tehdy také dostala první filmovou roli, ve snímku La Hija de Juan Simón. Rok poté se na plátně objevila znovu, ve filmu María de la O. Tam již měla hlavní roli. Následovalo velké turné, které však narušila občanská válka. Uchýlila se před ní do Portugalska. V Lisabonu vystupovala v Café Arcadia.
Brzy ale zamířila za oceán, nejprve do argentinského Buenos Aires, kde vystupovala v divadle Maravillas. Úspěch ji zajistil turné po Jižní Americe: Brazílie, Uruguay, Chile, Kolumbie, Venezuela, Kuba, Mexiko. Manažer Sol Hurok ji v roce 1941 nabídl, aby s ním zkusila štěstí v severní Americe. Předtím se však musela naučit číst a psát, protože imigrační zákony USA tehdy zakazovaly vstup analfabetům.
Začala americkou kariéru v New Yorku, nejprve v Beachcomberu, poté již v Carnegie Hall. Finanční úspěch ji umožnil koupit si v New Yorku i dům. Stala se hvězdou a prezident Franklin Delano Roosevelt ji pozval na večírek do Bílého domu, kde jí daroval kabátek pošitý brilianty. Na večírek do Washingtonu ji dopravovalo soukromé prezidentovo letadlo. Její snímek se objevil i na titulce časopisu Life. Roku 1942 vstoupila na Broadway, konkrétně na prkna Alvin Theatre. Záhy dostala pozvání do Hollywoodu, což značilo také filmové nabídky (filmy See My Lawyer, Panama Hattie, Follow the Boys, Knickerbocker Holiday). Začala točit i první desky. To neslo peníze, takže koupila další dům, vilu v Deanna Durbin v Hollywoodu, kde poté nějaký čas žila.
I přes tyto úspěchy nakonec však Spojené státy opustila. Nejprve se vrátila do Buenos Aires, kde v roce 1946 pochovala otce, a poté i do Evropy. Nejprve do Paříže, kde vystupovala v Théatre des Champs Elysées, a v roce 1947 i do rodného Španělska, kde se znovu usadila. V roce 1951 se vdala za španělského kytaristu Juana Antonia Aguera. Ten ji přiměl vrátit se znovu do Ameriky. Nejprve Mexika, ale v roce 1955 již znovu vystupovala v USA, nejprve v newyorské Carnegie Hall, poté v Baltimore, Philadelphii, Washingtonu, Hartfordu, Bostonu, Los Angeles, aby pak znovu sklízela slávu na Broadwayi, v Holiday Theatre.
V roce 1963 natočila ve Španělsku svůj poslední film, "cikánskou verzi Romea a Julie" Los Tarantos, zahrála si zde roli matky Angustias. Tento snímek patří k jejím nejslavnějším. To byla také doba, kdy se ozvaly zdravotní problémy - nemoc ledvin - které ji donutily profesionální taneční kariéru ukončit. Naposledy zatančila v létě 1963 na benefiční akci v Baguru, kde si zakoupila starší domek na dožití. Krátce na to, 19. listopadu 1963, zemřela.
V roce 1966 byl vztyčen její pomník v Barceloně, v Parque de Montjuic.